# CEV Champions League (maschile)
La CEV Champions League (it. Lega dei Campioni CEV) è la massima competizione europea per club di pallavolo maschile ed è organizzata dalla Confédération Européenne de Volleyball (CEV).
La competizione si svolge ininterrottamente dal 1959, e le nazioni che vantano il maggior numero di trofei sono l'Italia e l'Unione Sovietica.

## Denominazione
- 1959 - 2000: Coppa dei Campioni
- 2000 - 2008: European Champions League
- 2008 - : CEV Champions League

## Storia

La squadra italiana del, la prima a rompere l'egemonia dei club dell'Europa orientale con il successo nell'edizione 1979-80

L'idea di organizzare una competizione che mettesse di fronte le più forti squadre del continente venne alla Federazione pallavolistica della Romania, che nel 1958 sottopose questa proposta alla FIVB.
La prima edizione si tenne nel 1960, e per le prime cinque edizioni la competizione prevedeva una serie di incontri ad eliminazione diretta con il sistema di knock out. Anche la sfida finale consisteva in un doppio incontro giocato nelle città delle squadre finaliste.
Dal 1965 al 1971 venne introdotta una nuova regola per la sfida finale: essa prevedeva che in caso di vittoria alternata delle due formazioni, un terzo e decisivo incontro si sarebbe disputato su campo neutro.
Negli anni successivi, fino ai giorni nostri, avvennero numerosi cambi di regolamento per la disputa delle fasi preliminari, mentre è rimasta invariata dal 1971 al 2018 l'assegnazione del trofeo con la formula della Final Four, dove le quattro squadre finaliste si incontrano per le semifinali e le finali in una due giorni su campo unico. A partire dall'edizione 2018-19 la Final Four è stata sostituita da un turno di semifinale ad eliminazione diretta con gare d'andata e ritorno e da una Grand Finale in gara unica disputata su campo neutro, nella stessa sede dell'atto finale della competizione femminile.
Nell'edizione 2019-20 la competizione non viene assegnata per la prima volta dalla sua ideazione a causa del diffondersi della pandemia di COVID-19 in Europa.

## Albo d'oro
| Dal 1959 al 2000 la competizione è denominata Coppa dei Campioni        |                  |                       |                    |                     |               |               |
| 1959-60 Dettagli                                                        | Mosca Bucarest   | CSKA Mosca            | Rapid Bucarest     | -                   |               |               |
| 1960-61 Dettagli                                                        | Mosca Bucarest   | Rapid Bucarest        | CSKA Mosca         | -                   |               |               |
| 1961-62 Dettagli                                                        | Mosca Bucarest   | CSKA Mosca            | Rapid Bucarest     | -                   |               |               |
| 1962-63 Dettagli                                                        | Mosca Bucarest   | Rapid Bucarest        | CSKA Mosca         | -                   |               |               |
| 1963-64 Dettagli                                                        | Lipsia Zagabria  | Leipzig               | HAOK Mladost       | -                   |               |               |
| 1964-65 Dettagli                                                        | Bruxelles        | Rapid Bucarest        | Minjor Pernik      | -                   |               |               |
| 1965-66 Dettagli                                                        | Bucarest         | Dinamo Bucarest       | Rapid Bucarest     | -                   |               |               |
| 1966-67 Dettagli                                                        | Bucarest         | Dinamo Bucarest       | Rapid Bucarest     | -                   |               |               |
| 1967-68 Dettagli                                                        | La Louvière      | Brno                  | Dinamo Bucarest    | -                   |               |               |
| 1968-69 Dettagli                                                        | Sofia Bucarest   | CSKA Sofia            | Steaua Bucarest    | -                   |               |               |
| 1969-70 Dettagli                                                        | Alma-Ata Brno    | Burevestnik Alma-Ata  | Brno               | -                   |               |               |
| 1970-71 Dettagli                                                        | Bruxelles        | Burevestnik Alma-Ata  | Brno               | -                   |               |               |
| 1971-72 Dettagli                                                        | Bruxelles        | Brno                  | AMVJ               | Ruini               |               |               |
| 1972-73 Dettagli                                                        | Deurne           | CSKA Mosca            | Rzeszów            | Ruda Hvezda Prague  |               |               |
| 1973-74 Dettagli                                                        | Parigi           | CSKA Mosca            | Dinamo Bucarest    | Leipzig             |               |               |
| 1974-75 Dettagli                                                        | Amstelveen       | CSKA Mosca            | Leipzig            | Slavia Sofia        |               |               |
| 1975-76 Dettagli                                                        | Bruxelles        | Dukla Liberec         | Slavia Sofia       | Spartak Subotica    |               |               |
| 1976-77 Dettagli                                                        | Pieksämäki       | CSKA Mosca            | Dinamo Bucarest    | CSKA Sofia          |               |               |
| 1977-78 Dettagli                                                        | Basilea          | Płomień Milowice      | Corbulo            | Odolena Voda        |               |               |
| 1978-79 Dettagli                                                        | Bruxelles        | VKP Bratislava        | Steaua Bucarest    | Płomień Milowice    |               |               |
| 1979-80 Dettagli                                                        | Ankara           | Torino                | VKP Bratislava     | Eczacıbaşı          |               |               |
| 1980-81 Dettagli                                                        | Palma di Maiorca | Dinamo Bucarest       | CSKA Mosca         | Gwardia Varsavia    |               |               |
| 1981-82 Dettagli                                                        | Parigi           | CSKA Mosca            | Torino             | Dinamo Bucarest     |               |               |
| 1982-83 Dettagli                                                        | Parma            | CSKA Mosca            | Cannes             | Parma               |               |               |
| 1983-84 Dettagli                                                        | Basilea          | Parma                 | HAOK Mladost       | Dukla Liberec       |               |               |
| 1984-85 Dettagli                                                        | Bruxelles        | Parma                 | HAOK Mladost       | CSKA Sofia          |               |               |
| 1985-86 Dettagli                                                        | Parma            | CSKA Mosca            | Parma              | Martinus            |               |               |
| 1986-87 Dettagli                                                        | Hertogenbosch    | CSKA Mosca            | Panini             | Martinus            |               |               |
| 1987-88 Dettagli                                                        | Lorient          | CSKA Mosca            | Panini             | Martinus            |               |               |
| 1988-89 Dettagli                                                        | Il Pireo         | CSKA Mosca            | Panini             | Vojvodina           |               |               |
| 1989-90 Dettagli                                                        | Amstelveen       | Panini                | Fréjus             | Pòrtol              |               |               |
| 1990-91 Dettagli                                                        | Modena           | CSKA Mosca            | Parma              | Panini              |               |               |
| 1991-92 Dettagli                                                        | Il Pireo         | Porto Ravenna         | Olympiakos         | CSKA Mosca          |               |               |
| 1992-93 Dettagli                                                        | Il Pireo         | Porto Ravenna         | Parma              | Olympiakos          |               |               |
| 1993-94 Dettagli                                                        | Bruxelles        | Porto Ravenna         | Parma              | Zellik VB           |               |               |
| 1994-95 Dettagli                                                        | Vienna           | Treviso               | Porto Ravenna      | Olympiakos          |               |               |
| 1995-96 Dettagli                                                        | Bologna          | Daytona               | Dachau             | Vojvodina           |               |               |
| 1996-97 Dettagli                                                        | Vienna           | Daytona               | Maaseik            | HAOK Mladost        |               |               |
| 1997-98 Dettagli                                                        | Novi Sad         | Daytona               | Almería            | Paris               |               |               |
| 1998-99 Dettagli                                                        | Almería          | Treviso               | Maaseik            | Friedrichshafen     |               |               |
| 1999-00 Dettagli                                                        | Treviso          | Treviso               | Friedrichshafen    | Maaseik             |               |               |
| Dal 2000 al 2008 la competizione è denominata European Champions League |                  |                       |                    |                     |               |               |
| 2000-01 Dettagli                                                        | Parigi           | Paris                 | Treviso            | Roma                |               |               |
| 2001-02 Dettagli                                                        | Opole            | Lube                  | Olympiakos         | Īraklīs Salonicco   |               |               |
| 2002-03 Dettagli                                                        | Milano           | Lokomotiv-Belogor'e   | Daytona            | Mostostal Azoty     |               |               |
| 2003-04 Dettagli                                                        | Belgorod         | Lokomotiv-Belogor'e   | Iskra Odincovo     | Tours               |               |               |
| 2004-05 Dettagli                                                        | Salonicco        | Tours                 | Īraklīs Salonicco  | Lokomotiv-Belogor'e |               |               |
| 2005-06 Dettagli                                                        | Roma             | Treviso               | Īraklīs Salonicco  | Lokomotiv-Belogor'e |               |               |
| 2006-07 Dettagli                                                        | Mosca            | Friedrichshafen       | Tours              | Dinamo Mosca        |               |               |
| 2007-08 Dettagli                                                        | Łódź             | Zenit-Kazan           | Piacenza           | Skra Bełchatów      |               |               |
| Dal 2008 la competizione è denominata CEV Champions League              |                  |                       |                    |                     |               |               |
| 2008-09 Dettagli                                                        | Praga            | Trentino              | Īraklīs Salonicco  | Iskra Odincovo      |               |               |
| 2009-10 Dettagli                                                        | Łódź             | Trentino              | Dinamo Mosca       | Skra Bełchatów      |               |               |
| 2010-11 Dettagli                                                        | Bolzano          | Trentino              | Zenit-Kazan        | Dinamo Mosca        |               |               |
| 2011-12 Dettagli                                                        | Łódź             | Zenit-Kazan           | Skra Bełchatów     | Trentino            |               |               |
| 2012-13 Dettagli                                                        | Omsk             | Lokomotiv Novosibirsk | Piemonte           | Zenit-Kazan         |               |               |
| 2013-14 Dettagli                                                        | Ankara           | Belogor'e             | Halkbank           | Jastrzębski Węgiel  |               |               |
| 2014-15 Dettagli                                                        | Berlino          | Zenit-Kazan           | Asseco Resovia     | Charlottenburg      |               |               |
| 2015-16 Dettagli                                                        | Cracovia         | Zenit-Kazan           | Trentino           | Lube                |               |               |
| 2016-17 Dettagli                                                        | Roma             | Zenit-Kazan           | Sir Safety Perugia | Lube                |               |               |
| 2017-18 Dettagli                                                        | Kazan'           | Zenit-Kazan           | Lube               | Sir Safety Perugia  |               |               |
| 2018-19 Dettagli                                                        | Berlino          | Lube                  | Zenit-Kazan        | -                   |               |               |
| 2019-20 Dettagli                                                        | Berlino          | Non assegnata         | Non assegnata      | Non assegnata       | Non assegnata | Non assegnata |
| 2020-21 Dettagli                                                        | Verona           | ZAKSA                 | Trentino           | -                   |               |               |
| 2021-22 Dettagli                                                        | Lubiana          | ZAKSA                 | Trentino           | -                   |               |               |
| 2022-23 Dettagli                                                        | Torino           | ZAKSA                 | Jastrzębski Węgiel | -                   |               |               |
| 2023-24 Dettagli                                                        | Adalia           | Trentino              | Jastrzębski Węgiel | -                   |               |               |
| 2024-25 Dettagli                                                        | Łódź             | Sir Safety Perugia    | Warta Zawiercie    | Jastrzębski Węgiel  |               |               |

## Palmarès per club
| Squadra               | Titolo | Edizione |
| --------------------- | ------ | --- |
| CSKA Mosca            | 13     | 1959-60, 1961-62, 1972-73, 1973-74, 1974-75, 1976-77, 1981-82, 1982-83, 1985-86, 1986-87, 1987-88, 1988-89, 1990-91 |
| Zenit-Kazan           | 6      | 2007-08, 2011-12, 2014-15, 2015-16, 2016-17, 2017-18                                                                |
| Modena                | 4      | 1989-90, 1995-96, 1996-97, 1997-98                                                                                  |
| Treviso               | 4      | 1994-95, 1998-99, 1999-00, 2005-06                                                                                  |
| Trentino              | 4      | 2008-09, 2009-10, 2010-11, 2023-24                                                                                  |
| Rapid Bucarest        | 3      | 1960-61, 1962-63, 1964-65                                                                                           |
| Dinamo Bucarest       | 3      | 1965-66, 1966-67, 1980-81                                                                                           |
| Porto Ravenna         | 3      | 1991-92, 1992-93, 1993-94                                                                                           |
| Belogor'e             | 3      | 2002-03, 2003-04, 2013-14                                                                                           |
| ZAKSA                 | 3      | 2020-21, 2021-22, 2022-23                                                                                           |
| Brno                  | 2      | 1967-68, 1971-72 |
| Burevestnik Alma-Ata  | 2      | 1969-70, 1970-71 |
| Parma                 | 2      | 1983-84, 1984-85 |
| Lube                  | 2      | 2001-02, 2018-19 |
| Leipzig               | 1      | 1963-64 |
| CSKA Sofia            | 1      | 1968-69 |
| Dukla Liberec         | 1      | 1975-76 |
| Płomień Milowice      | 1      | 1977-78 |
| VKP Bratislava        | 1      | 1978-79 |
| Torino                | 1      | 1979-80 |
| Paris                 | 1      | 2000-01 |
| Tours                 | 1      | 2004-05 |
| Friedrichshafen       | 1      | 2006-07 |
| Lokomotiv Novosibirsk | 1      | 2012-13 |
| Sir Safety Perugia    | 1      | 2024-25 |

## Palmarès per nazioni
| Nazione          | Titolo |
| ---------------- | ------ |
| Italia           | 21     |
| Unione Sovietica | 15     |
| Russia           | 10     |
| Romania          | 6      |
| Cecoslovacchia   | 4      |
| Polonia          | 4      |
| Francia          | 2      |
| Bulgaria         | 1      |
| Germania         | 1      |
| Germania Est     | 1      |